# Marguerite Klein
Marguerite Klein (1944)  era una médica francesa, esposa del rabino francés y combatiente de la resistencia Samy Klein. Continuó su trabajo con las Éclaireuses et éclaireurs israélites de Francia (EIF, actualmente EEIF) y como médico al servicio de la comunidad judía en Francia.

## Biografía
Marguerite Klein fue esposa del rabino y resistente francés fusilado Samy Klein en julio de 1944. Continúo su labor con los Scouts Israelitas de Francia (EIF, ahora EEIF) y como médica al servicio de la comunidad judía en Francia.
Fue comisionada de la Rama Femenina y más tarde presidenta del movimiento. En la Federación Francesa de Guías Scouts, representó a las Guías Scouts Israelitas. 
En la inmediata posguerra, Marguerite Klein estará a disposición de las obras de recepción. En primer lugar, una casa para jóvenes desplazados, improvisada desde cero por el Servicio Social para Jóvenes de EIF, en Montreuil. Cuando se liquidó este centro, aceptó una propuesta de la OSE: dirigir un hogar para niñas en Versalles.
Dejando el campo de la educación, Marguerite volvió a su primer amor, la medicina, ejerció como médico de higiene escolar en París, luego en Mulhouse , en Colmar y finalmente en Estrasburgo . Ella planea jubilarse y mudarse a Israel cuando brote el cáncer. Su hija Annie-Rose llegará con su bebé recién nacido unos días antes del final. Marguerite le ocultó su enfermedad para no causarle ninguna preocupación durante los últimos meses de su embarazo.
Presidenta de la EI F Durante muchos años, Marguerite fue la portavoz de Samy ante los órganos de gobierno del Movimiento, primero como Comisionada de la Rama Femenina y luego como Presidenta del Movimiento. En la Federación Francesa de Girl Scouts (FFE), representa a las Girl Scouts de Israel, y su acción va mucho más allá de esta simple representación. Durante la posguerra, años que serán también los del “después del antisemitismo oficial”, los judíos tendrán que ser representados por una persona que esté segura de sí misma y que sepa de lo que habla.